# Lucknow
Lucknow (hindi: लखनऊ, Lakhnaū; urdu: لکھنو) este capitala statului Uttar Pradesh din India. Orașul are o populație de 2.337.000 de locuitori (la 1 ianuarie 2004). Localitatea este un important centru industrial și nod rutier situată la 516 km de Delhi pe râul Gomti.

## Personalități

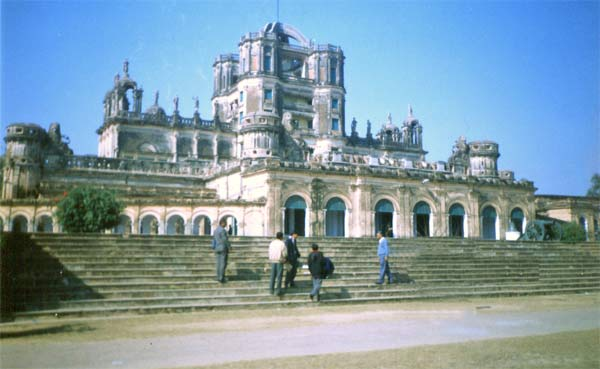
La Martiniere

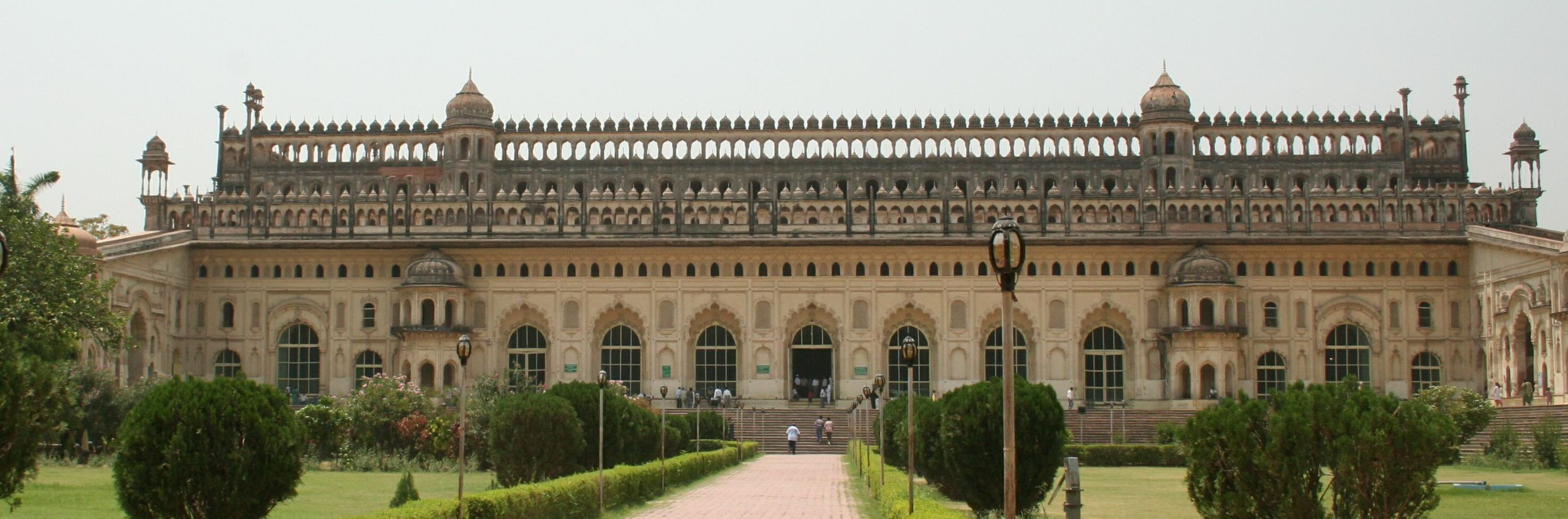
Bara Imambara

- Cliff Richard